# Alaili Dadda
Alaili Dadda är en ort i distriktet Alaili Dadda i regionen Obock i den östafrikanska staten Djibouti. Orten har cirka 1 500 invånare och ligger 332 meter över havet.
Majoriteten av invånarna är afarer.